# ペンギンの問題
『ペンギンの問題』（ペンギンのもんだい）は、永井ゆうじによる日本のギャグ漫画作品。

## 概要
『月刊コロコロコミック』（小学館）2006年7月号に予告漫画として掲載され、翌8月号から同誌で連載開始された。略称は『ペン問』（ペンもん）。また、『別冊コロコロコミック』（同）でも単行本が発売した際などに特別編として不定期に掲載されていた。また、2009年8月号の『ちゃお』にも掲載され、2010年11月24日号の『週刊少年サンデー』にも掲載された。
平成21年度　第55回小学館漫画賞児童向け部門受賞。2014年12月時点でシリーズ累計発行部数は310万部を突破している。
テレビ東京系列で放送の『おはコロシアム』にベッカムが2007年12月から、シャルロットが2008年2月から登場。2008年4月からは同番組内でテレビアニメ化され、同年12月にはニンテンドーDS用ソフトとしてゲーム化された。2009年9月には映画『劇場版ペンギンの問題 幸せの青い鳥でごペンなさい』が公開された。
2013年1月号で連載終了。2月号よりタイトルを『ペンギンの問題+』（ - ぷらす）と改めた上で連載を再開し、2014年11月号をもってこちらも連載終了した。2021年3月発売の『コロコロアニキ』2021年春号に、『ペンギンの問題 令和大問題編』として読み切りが掲載された。

## 登場キャラクター
※ 声優名はテレビアニメのもの。ベッカムとシャルロットの『おはコロシアム』でのキャストも同じ。

### メインキャラクター
木下 ベッカム（きのした ベッカム）
声 - 伊東みやこ
本作の主人公。普段はどこにでもいる普通のペンギン。きりかぶ小学校にやってきた。体を様々な姿に変えることができる、足ヒレは靴、大好物はハンバーガー（単行本1巻によるとマックのもの、ポテトも）と、ペンギンらしからぬ謎が多い存在。当初の口癖は「なにか?」（アニメ版ではよく言っている）。持ちギャグは「ごペンなさい」、「すベッカム」、「わかりまペン」、「ねそベッカム」、「あっかんべー」、「ペンどくさい」。またそれらを超えた「超ごペンなさい」、「超すベッカム」、「超わかりまペン」、「超ペンどくさい」がある。5年1組所属。得意技は「目からビーム」、「くるりんぱ」。進化の「新くるりんぱ」は、電化製品の技。基本的にはボケ役だが、ツッコミ役に回ることもある。『+』ではなおとの家に引っ越し、共同生活を送ることになる。
ベッカマン
ベッカムが変身する六本木ヒルズと同じくらい大きい巨大ヒーロー。
山田 なおと（やまだ なおと）
声 - 松本さち
きりかぶ小学校の児童で、5年1組所属。妹がいる。主にベッカムに対するツッコミ役。柔道を習い、得意技は「雷投げ」。しかし将来は柔道の選手ではなく、野球選手になりたいと言っている。
アニメ版では、ゆみに片想いしているらしい。『+』では若干の追加点ではあるが服に襟が付いた。
山田 なおはる（やまだ なおはる）
なおとの孫の孫。100年後の未来でベッカムだらけの生活にうんざりしている。アニメ版での役回りはなおと本人になっており、舞台も100年後の未来ではなく現代となっているため未登場。
松井 ゆみ（まつい ゆみ）
声 - 後藤沙緒里
本作のヒロイン。なおとの同級生で、きりかぶ小学校のアイドル的存在である少女。苗字は第25話の大長編で明かされた。見た目はごく普通の少女で、バトルが大好き。バトルになると人が変わり実況する。基本的には常識人で、たまにボケる。
高橋 シャルロット（たかはし シャルロット）
声 - 愛河里花子
ベッカムが桃太郎のように鬼退治に出かけるため家来を募集したとき、ベッカムがオーディションに来た者たちに水着になれと言ったため、他の者は帰ったにもかかわらずマイケルと共にその場に残った老婆。以後レギュラー化。老婆でありながら非常に強く、アニメでは巨大怪獣になる事が多い。顔は髪の色以外、若い頃から変わっていない。
井上 マイケル（いのうえ マイケル）
声 - チョー
前述のオーディションでシャルロットと共にその場に残ったのリス。体は小さいものの、シャルロットと同じくらい強い。頭が良く、リス専門の塾に通っている。レギュラー化。最近では、ベッカムとジョニーのバトルを止めようとして逆に殴られたり、ゆみに潰されたり、過去の過ちを告白したのに自分だけ怒られたりと悲惨な目に遭っている。アニメ版では影の薄い存在になりつつあり、ベッカムには無視される始末。ベッカムに対する感情は人一倍強い。
渡辺 ゴードン（わたなべ ゴードン）
声 - 三宅健太
ベッカムの家のサウナに入っていた紳士。いつも全裸で股間がモザイクという異様な紳士（時々下着を穿いている。アニメ版では規制の都合上、モザイクが掛からない）。アニメでは、ベッカムの消えるペンキが体にかかった際、他の者達とは逆に上下服を着た姿となった。その際、恥ずかしがって逃げた。被っている帽子は父の形見で、下着は2番目に大切。有名私立学校の講師や医者の経歴もある。株式会社ゴードンを経営している。胸毛がシールになっており、よく剥がれかけている。初登場時は一言も喋らなかった。テレビのヒーローとしてゴードンマンが登場。暴れている敵にパンツを渡し去っていく、くだらないTV番組の主演者。双子の弟がいて、彼も同じく全裸。結婚していて、妻と母親がいる。
岡本 ポール（おかもと ポール）
声 - 川田紳司
モヒカン頭の同級生。かなり難しいテストで唯一100点を取ったため、頭の悪いベッカムに代わる主人公候補になっていた。頭のモヒカンには、様々な物に変形したりパンであったり電話であったり、10万円の価値があったりと謎が多い。モヒカンはゴードンの訪問販売で毎回気に入ったものを付けている。初登場時は無口だったが、ジョニーの初登場話から喋る。岡本5兄弟とは実の兄弟であり、3年前に離れ離れになっていた。
小林 ジョニー（こばやし ジョニー）
声 - 森川智之
ベッカムと同じくきりかぶ小学校の生徒であり、ペンギンでもある。ベッカムを一方的にライバル視している。ある日、銀はがしをベッカムにやられたのを根に持ち、南極からやってきたが、今度はポールに銀はがしをやられる。袋とじをベッカムにやられたことも恨んでいる。アニメ版ではやたらとベッカムと対決することが多い。事ある毎に自分のこだわりを語ったり、「オレはooをやるために生まれてきたんだー!」と言っていたりする所からして、作中で最も人間くさいペンギン。
木下 ロナウド（きのした ロナウド）
声 - 愛河里花子
ベッカムの弟的存在。もっとも小さい。彼が来るまでは、ベッカムは自分に弟がいたことを知らなかった。戦闘力はベッカム以上。発明の才能があり、「3Dスイッチ」や巨大ロボット、ロケット、ベッカム達そっくりのロボット等を開発した。必殺技は「南極最終奥義・ロナウドーン」。

### きりかぶ小学校関係者
校長先生
声 - チョー
きりかぶ小学校の校長。カツラを被っている。普段は、ベッカムがカツラを取っても怒らない温和な性格だが、一度カツラを汚されて怒った時もあった。アニメでは髪を生やそうと努力中。また、たびたびカツラが話題にあがることも。
松浦（まつうら）先生
声 - 寺田はるひ
5年1組担任の女性教師。28歳。基本的には天然である。普段は優しいが、宿題を忘れたりすると鬼のように怒り、パンチ一発で教室の壁を破壊するほど力が強くなる。独身らしい。
嵐山（あらしやま）先生
声 - 志村知幸
持ち物検査になると目がとても鋭くなる厳しい体育教師。赤のジャージがトレードマーク。一人称が「嵐山」で、ことあるごとに「この嵐山…」と言っている。第1話の時ベッカムに敗れた。アニメ中盤からは、松浦先生に片想いしている。

### 岡本5兄弟
ベッカムを倒すべくジョニーが南極から用心棒として連れてきた最強のペンギン軍団。岡本ポールとは、生き別れの兄弟だった。
岡本 デイブ（おかもと デイブ）
声 - 志村知幸
長男。柔道着を着た紫色のペンギンで、かなりの長身。特技は柔道。アニメ版では「でごわす」が口癖。
岡本 ブライアン（おかもと ブライアン）
声 - 川田紳司
次男。サングラスをかけた緑色のペンギン。胸にBマークのネックレスを付け、背中にはマントを纏っている。クールな性格。
岡本 アレックス（おかもと アレックス）
声 - 愛河里花子
三男。頭に帽子を被っている赤色（アニメ版はオレンジ色）のペンギン。メカを作るのが得意。アニメ版ではナスが好物。
岡本 エミリー（おかもと エミリー）
声 - 寺田はるひ
長女。5兄弟の紅一点でピンク色のペンギン。ツインテールが特徴。
岡本 チャック（おかもと チャック）
声 - 後藤沙緒里
末っ子（四男）。黄色のペンギン。おしゃぶりを口に銜えている。赤子でありながら、IQが非常に高く、言葉を話せる。「でしゅ」が口癖。

### サブキャラクター
よしお
声 - 川田紳司
シャルロットの息子。30年前に家出し、鬼として歩み始めた姿を親に見せられず一度も家に帰っていなかった。30年ぶりに再会した。
諭吉（ゆきち）
ベッカムの5年前の友人のマグロ。嵐山先生の「ペンギンほかくマシンZ」の餌に使われたが失敗。
マックス
ベッカムのペットのイカ。登場する度ベッカムに食べられる。一部機械化して登場したこともある。
そっくりベッカム
後ろ姿がベッカムにそっくりな男。
たくや
声 - 愛河里花子
眼鏡をかけた少年。まいの彼氏。出番があまりなかったため、人気投票では最下位になり、「影がうすくて… ごペンなさい！」と謝罪した。
まい
声 - 春井柚佳
ベッカムの元彼女。前までベッカムと付き合っていたが、「人間じゃない」という理由で、たくやに乗り替わった。
石関記者（いしぜききしゃ）
作者の担当編集者。作中に時々出てきて、シャルロットに漫画の主役になるよう要請したり、怠けているベッカムに活を入れたりなど裏方的な仕事をする。可愛い物に弱いらしく、作者曰く実話。
永井 ゆうじ（ながい ゆうじ）
この漫画の作者。作中にも時折登場し、漫画を終了させたりベッカムにデカい鼻を描いたりとやることが目茶苦茶である。初期はペンギンの姿で描かれていたが、コミックス3巻から人間の姿。『100%パスカル先生』も続役する。
山口 クリス（やまぐち クリス）
声 - 折笠愛
ニワトリ。河川敷で空を飛ぶ練習をしている。鶏冠がある。ピンチに追い込まれると力を溜めて普通の鶏卵の約10個分の栄養分がある卵を産む。ゆみやベッカムが惚れ込むほど男らしいが実はメス。サブキャラの中ではアニメでの出番が多い。
森 シュナイダー（もり シュナイダー）
声 - 川田紳司
宅配便のバイトに化けた男。ゴードンがモデルだったため床屋でハゲ頭に髪を切られた。その後はカツラを着用していたが、カツラを盗み、捨てた。ゴードンが帽子をあげようとしたが、パンツだった為、がっかりした。無人島で遭難したベッカムとなおとを助けようとした際、カツラを海に落とした。
アニメでは原作と立場が違い、マイケル同様ほとんど無視される。カツラであることが95話で明かされているが、詳細は不明（ただ原作とは違い、本人はまんざら不満ではない様子）。
ベッカムロボ17号
声 - 伊東みやこ
ベッカムが怠けるために作ったロボット。命令されたことは、ベッカムロボ33号にやらせる。
ベッカムロボ110号
110体目のベッカムロボ。
ベッカムロボ200号
ベッカムロボ17号たちが作ったロボット。ベッカムロボの中で一番真面目な反面、壊れたゲーム機を直そうとして、目覚まし時計に改造するほど役立たず。「ペンギンの問題X」（後記）では量産されている他、300号も登場している。
ベッカムロボ1029号DX
ロナウドが作ったロボット。
ベッカムロボ2112号
2112体目で最新型のベッカムロボ。
渡辺夫人
ゴードンの妻。かなりの美人。ゴードンが全裸でいても全く気にしておらず、彼が全裸で寒がっている様子を見た際には服ではなくマフラーを届けた。
田中（たなか）くん
宿題を忘れたせいで、行方不明になった生徒。実は月まで飛ばされていた（後にベッカムも同じ目に遭う）。
ベッカムの父
腹巻きにシルクハットで、髭を生やしている。映画を見たことがない。
木下 カティ（きのした カティ）
ベッカムの母親。初登場時はエプロンをしており、頭にリボンをつけている（本名は不明だった）。映画を見たいベッカムに、「とても怖いものかもしれない」と心配した。話ごとに姿が変わっており、ベッカムが故郷の南極に里帰りした時は夫共にカップラーメンになっていたり、『+』からはワニになっている。
ベッキーナ
声 - 川田妙子
人気アイドル。犬を飼っている。ベッカムの妄想では、結婚して孫まで儲けていた。
山本 ボビー（やまもと ボビー）
きりかぶ町に生息するライオンのような謎の生物。口を大きく開け、ベッカムやなおとの行く手を阻む。現在3匹までいることが確認されている。
カルロス
自称ベッカムの弟。危険そうなモンスター。
コメット
声 - 三宅健太
遊園地『ベッカムパーク』のマスコットキャラ。熊のような外見だが、目が6個でたらこ唇、あご髭という不気味な顔をしている。恋人にアンナちゃんがいるがこちらも「かわいくない」。
北村（きたむら）くん
ゾウ。ベッカムのクラスで飼われている。
渡辺 エリザ（わたなべ エリザ）
不細工な少女。一年間パリに花嫁修業に行っており、最近帰ってきた。ベッカムのことを気に入っている。実はゴードンの母親（娘と思われていたが）。
松本 ハデス（まつもと ハデス）
ペンギン界で有名な悪党。地球を征服しにやって来たが、体が小さく人や机に押しつぶされたり、乗ってきた宇宙船の爆発に巻き込まれただけで死亡する程最弱。
木下 ペレ（きのした ペレ）
ベッカムが温めた卵から産まれた赤ちゃんペンギン。ベッカムの新しい家族になる。宙に浮いたり、食事の時に口が猛獣のようになるなど不思議な能力をたくさん持つ。
カルボナ
エッグ星の王子。宇宙船に乗って地球にやって来た。玉子の姿をしているが、「ゆで卵」と呼ばれると激怒する。タマちゃんという凶暴な怪物をペットにしており、部下も100人いるが人望は皆無。タマゴ爆弾や「まるみエッグ」という眼鏡など、おかしな発明品がたくさんある。
岩本 コットン（いわもと コットン）
有名なプログラマーの手で作られたロボット。ゲームセンターの店主を務め、ゲームが内蔵されている。乳首や股間部分にボタンがあり、ベッカムをゲンナリさせる。
ベッカムジャパン
ベッカムが結成したチーム。集団迷惑行為で逮捕された。
ロドリゲス
特別編「もうひとつの最終回」に登場。ウーパールーパーのような生物。永井ゆうじの次回作『ロドリゲスの宿題』に主人公として立候補されたが、実際の次回作は『100%パスカル先生』となっている。

## 用語
きりかぶ小学校
ベッカムたちが通っている小学校。渡辺ゴードンや高橋シャルロットなどもいる。
きりかぶ町
ベッカムたちが住んでいる町。
きりかぶ公園
きりかぶ小学校の近くにある公園。砂場やジャングルジムがある。
ごペンなさい / 超ごペンなさい
ベッカムが初めて使ったペンギン流語。ベッカムが悪いようなことをした際に使われる。第36話には大金を使用する「超ごペンなさい」も登場した。
すベッカム / 超すベッカム
ごペンなさいの次に、ベッカムが使ったペンギン流語。ギャグがすべった際に使われる。第38話には時速300kmの「超すベッカム」も登場した。
わかりまペン / 超わかりまペン
第29話に登場した。ベッカムが答えがわからないときに使うが、先生に怒られるケースが多い。
他にも「もどれまペン」「帰れまペン」「できてまペン」「いけてまペン」など、様々なバリエーションがある。
さらに、質問をされたときに使う「超わかりまペン」もある。
ねそベッカム
ペンどくさいの前身ともいえる。地面にねそべるときに使われる。
ペンどくさい / 超ペンどくさい
ベッカムが人間の158倍めんどくさいと感じる時に使われる。
モデルは作者の友人「まさとくん」。
さらに、931倍めんどうな「超ペンどくさい」もある。
くるりんぱ
ペンギン族に伝わる必殺技。エネルギーを食べ物に変えて攻撃する技。第30話にはエネルギーを電化製品に変えて攻撃する「新くるりんぱ」も登場した。この「新」というのは新・三種の神器がモチーフ。さらに「元祖くるりんぱ」「メガくるりんぱ」もある。

### 劇場版用語
ハッピータワー
南極の中心にそびえ立つ塔。屋上には無数のパイプがある。
予言の書
ニコルソンが持っている書物。「運命の美少女（ビクトリア）の力が世界を凍らせる」という予言が書かれているが、実はニコルソン本人が書いたものであった。
キングニコルソン
ニコルソンを模した巨大ロボット。巨大な扇風機を武器にしており、頭部にはかき氷器のハンドルがついている。

## 書誌情報

### 単行本
- 永井ゆうじ 『ペンギンの問題』 小学館〈てんとう虫コミックス〉、全15巻
  1. 2007年4月2日初版第1刷発行、ISBN 978-4-09-140323-0
  2. 2007年10月31日初版第1刷発行、ISBN 978-4-09-140389-6
  3. 2008年4月2日初版第1刷発行、ISBN 978-4-09-140499-2
  4. 2008年8月2日初版第1刷発行、ISBN 978-4-09-140659-0
  5. 2008年12月30日初版第1刷発行、ISBN 978-4-09-140747-4
  6. 2009年6月2日初版第1刷発行、ISBN 978-4-09-140796-2
  7. 2009年10月3日初版第1刷発行、ISBN 978-4-09-140845-7
  8. 2010年3月24日初版第1刷発行、ISBN 978-4-09-159073-2
  9. 2010年8月2日初版第1刷発行、ISBN 978-4-09-141086-3
  10. 2010年12月1日初版第1刷発行、ISBN 978-4-09-141145-7
  11. 2011年5月2日初版第1刷発行、ISBN 978-4-09-141238-6
  12. 2011年8月31日初版第1刷発行、ISBN 978-4-09-141307-9
  13. 2012年2月1日初版第1刷発行、ISBN 978-4-09-141386-4
  14. 2012年8月1日初版第1刷発行、ISBN 978-4-09-141490-8
  15. 2013年1月30日初版第1刷発行、ISBN 978-4-09-141575-2
- 永井ゆうじ 『ペンギンの問題+』 小学館〈てんとう虫コミックス〉、全4巻
  1. 2013年7月3日初版第1刷発行、ISBN 978-4-09-141654-4
  2. 2014年3月5日初版第1刷発行、ISBN 978-4-09-140033-8
  3. 2014年10月1日初版第1刷発行、ISBN 978-4-09-141815-9
  4. 2014年12月31日初版第1刷発行、ISBN 978-4-09-141847-0

### セレクション版
- 永井ゆうじ 『ペンギンの問題 令和大問題セレクション』 小学館〈コロコロアニキコミックス〉、2021年8月11日発売[3]、ISBN 978-4-09-143338-1

## テレビアニメ
2008年4月5日から2013年3月30日まで、毎週土曜日朝8時30分放送のテレビ東京系列の『おはコロ』シリーズ内で放送。全編3DCG制作。2008年4月5日 - 2009年3月28日、2010年7月3日 - 2011年3月26日は前半パート、2009年4月4日 - 2010年6月26日は後半パートでの放送。第15話よりキャラクターデザインがマイナーチェンジしている（デザイナーは同じ）。2010年4月3日から2011年3月26日まで『ペンギンの問題Max』（ペンギンのもんだいマックス）と改題して放送。同年4月以降は『ハイパーヨーヨー バーニング』の特撮の切り替えにより、ショートアニメに枠縮小し『ペンギンの問題DX?』（ペンギンのもんだいデラックス）、2012年4月7日より2013年3月30日まで『ペンギンの問題POW』（ペンギンのもんだいパワフル）として放送。本作品からはハイビジョン制作となった。
アバンタイトル（ゴードン曰く「コント」）、オープニング、次回予告を含めても10分の短編作品でありながら、アイキャッチが多用される。オープニングテーマの曲名や歌手などはクレジットされていない。原作と比べて下ネタは若干控えめになっているが、よりストーリーの出鱈目さが増している。また、パロディも多々存在しており、その中には割とマニアックなネタも取り入れられている。
CS放送では2009年6月から2011年9月まで第1期がキッズステーションで、放送され、『Max』が2011年7月から2013年5月まで放送し、2013年から2015年まで第1期と『Max』がディズニーXDで再放送された（『DX?』・『POW』を除く）。
地上波での再放送↓
また、2013年4月1日から8月23日まで『DX?』『POW』の一部エピソードが『おはスタ』第2部のスーパーライブで7時13〜15分ごろ開始で再放送された。

### 日本国外での放送
台湾
カートゥーン ネットワーク
韓国
トゥーニバース（2009年5月放送開始）
スペイン
Boing、カートゥーン ネットワーク
香港
ViuTV（2016年12月放送開始）

### スタッフ
- 原作 - 永井ゆうじ（月刊コロコロコミック連載）
- 原案協力 - 新井利幸
- スーパーバイザー - 佐上靖之、中沢利洋
- アドバイザー - 石関暁
- 監督（Maxまで）→監修（DX?） - 神谷純
- 助監督（Maxまで） - 峯沢琢也
- ディレクター(POW) - 阿部明日香
- 3DCGディレクター - 中田麻衣子→峯沢琢也
- シリーズ構成（Maxまで） - ふでやすかずゆき
- 脚本 - ふでやすかずゆき、江夏由結、まさきひろ、神谷純、荒川稔久、ますもとたくや、福田裕子、田辺茂範
- キャラクターデザイン - 桑波田満
- 絵コンテ - 神谷純、峯沢琢也、太田雅彦、戸部敦夫、榎本明広、西はじめ、森脇真琴、芦田豊雄、博多正寿、千葉高雪、阿部明日香、浪速勉、玉川真人、滝田勇介、川崎司
- 演出 - 峯沢琢也（Maxまで）→滝田勇介（DX?）
- 音響監督 - 渡辺淳
- 編集 - 武宮むつみ
- 音楽 - 鳴瀬シュウヘイ
- オープニングテーマ - 歌：SUNAHO（唄奴）
- 効果 - 北方将実（フィズサウンドクリエイション）
- サウンドミキサー - 廣岡信貴
- サウンドエディター - 山後茜
- アニメーション制作 - 小学館ミュージック&デジタル エンタテイメント
- アニメーションプロデューサー - 上野剛仁→野田由紀夫
- 製作 - テレビ東京、小学館プロダクション→小学館集英社プロダクション

### 各話リスト
太字はアニメオリジナル。

#### ペンギンの問題
放送期間：2008年4月5日 - 2010年3月27日
| 話数   | サブタイトル            | 備考                                                            | 放送日         |
| ------ | ----------------------- | --------------------------------------------------------------- | -------------- |
| 1      | 重大発表の問題          | 『ペンギンの問題』の初回                                        | 2008年 4月5日  |
| 2      | 授業中の問題            |                                                                 | 4月12日        |
| 3      | 1億円の問題             |                                                                 | 4月19日        |
| 4      | 昔話の問題              |                                                                 | 4月26日        |
| 5      | ベッカム家の問題        |                                                                 | 5月3日         |
| 6      | 下校の問題              |                                                                 | 5月10日        |
| 7      | ライバルの問題 (前編)   |                                                                 | 5月17日        |
| 8      | ライバルの問題 (後編)   |                                                                 | 5月24日        |
| 9      | 回転の問題              |                                                                 | 5月31日        |
| 10     | かくれんぼの問題        |                                                                 | 6月7日         |
| 11     | 遠足の問題              |                                                                 | 6月14日        |
| 12     | 給食の問題              |                                                                 | 6月21日        |
| 13     | ヒーローの問題          |                                                                 | 6月28日        |
| 14     | ボウリングの問題        |                                                                 | 7月5日         |
| 15     | 脱出の問題              | 原作では新ギャグの問題                                          | 7月12日        |
| 16     | トイレの問題            |                                                                 | 7月19日        |
| 17     | 将来の問題              |                                                                 | 7月26日        |
| 18     | 海水浴の問題            |                                                                 | 8月2日         |
| 19     | お別れの問題            |                                                                 | 8月9日         |
| 20     | タイムスリップの問題    |                                                                 | 8月16日        |
| 21     | 100点の問題             |                                                                 | 8月23日        |
| 22     | 登校の問題              |                                                                 | 8月30日        |
| 23     | ふくろとじの問題 (前編) | 原作では新キャラの問題                                          | 9月6日         |
| 24     | ふくろとじの問題 (後編) | 同上                                                            | 9月13日        |
| 25     | おうちの問題            |                                                                 | 9月20日        |
| 26     | 最終かいじゅうの問題    |                                                                 | 9月27日        |
| 27     | マラソンの問題          |                                                                 | 10月4日        |
| 28     | クシャミの問題          |                                                                 | 10月11日       |
| 29     | ピクニックの問題        |                                                                 | 10月18日       |
| 30     | お手伝いの問題          |                                                                 | 10月25日       |
| 31     | 男らしさの問題          | 原作ではゆみちゃんの恋人の問題                                  | 11月1日        |
| 32     | 人生の問題              |                                                                 | 11月8日        |
| 33     | 探偵の問題              |                                                                 | 11月15日       |
| 34     | ランドセルの問題        |                                                                 | 11月22日       |
| 35     | 立候補の問題            |                                                                 | 11月29日       |
| 36     | 大冒険の問題            |                                                                 | 12月6日        |
| 37     | 占いの問題              |                                                                 | 12月13日       |
| 38     | サムライの問題          |                                                                 | 12月20日       |
| 39     | ハンバーガーの問題      | 原作にも同名の話があるが内容は異なる                            | 12月27日       |
| 40     | ロボットの問題          | 原作では将来の夢の問題                                          | 2009年 1月10日 |
| 41     | 転校の問題              |                                                                 | 1月17日        |
| 42     | エスパーの問題          |                                                                 | 1月24日        |
| 43     | 地上最大の問題          |                                                                 | 1月31日        |
| 44     | 変身の問題              | 原作では変身の問題と区別するためベッカム変身の問題              | 2月7日         |
| 45     | 相棒の問題              |                                                                 | 2月14日        |
| 46     | 遅刻の問題              |                                                                 | 2月21日        |
| 47     | サッカーの問題          |                                                                 | 2月28日        |
| 48     | 磁石の問題              |                                                                 | 3月7日         |
| 49     | バーバーの問題          | 原作では頭髪の問題                                              | 3月14日        |
| 50     | 超ごペンなさいの問題    | 原作ではロボットたちの問題                                      | 3月21日        |
| 総集編 | 授賞式の問題            | この回をもって前半パートでの放送は一旦終了。                    | 3月28日        |
| 51     | チューリップの問題      | この回から後半パートへ移動。                                    | 4月4日         |
| 52     | 応援の問題              |                                                                 | 4月11日        |
| 53     | にせベッカムの問題      |                                                                 | 4月18日        |
| 54     | 勇者の問題              | 魔界編 その1                                                    | 4月25日        |
| 55     | 超すベッカムの問題      | 原作ではスプーンの問題 前半と後半の展開が原作と入れ替わっている | 5月2日         |
| 56     | ドラゴンXの問題         |                                                                 | 5月9日         |
| 57     | お宝の問題              |                                                                 | 5月16日        |
| 58     | 遊園地の問題            |                                                                 | 5月23日        |
| 59     | 旅立ちの問題            |                                                                 | 5月30日        |
| 60     | 復活の問題              | 魔界編 その2                                                    | 6月6日         |
| 61     | かんむりの問題          | 魔界編 その3                                                    | 6月13日        |
| 62     | 天使と悪魔の問題        |                                                                 | 6月20日        |
| 63     | おねがいの問題          |                                                                 | 6月27日        |
| 64     | むしばの問題            |                                                                 | 7月4日         |
| 65     | わかりまペンの問題      | 原作では動物園の問題                                            | 7月11日        |
| 66     | 扉の問題                | 魔界編 その4                                                    | 7月18日        |
| 67     | 化石の問題              |                                                                 | 7月25日        |
| 68     | モテモテの問題          |                                                                 | 8月1日         |
| 69     | 運命の問題              |                                                                 | 8月8日         |
| 70     | タイムパトロールの問題  | 原作では未来から来たベッカムの問題                              | 8月15日        |
| 71     | マンガの問題            |                                                                 | 8月22日        |
| 72     | 転職の問題              | 魔界編 その5                                                    | 8月29日        |
| 73     | 留守番の問題            |                                                                 | 9月5日         |
| 74     | 怪談の問題              |                                                                 | 9月12日        |
| 75     | 幸せの問題              | 劇場版公開日の放送に伴い、一部劇場版とリンクしている            | 9月19日        |
| 76     | 若返りの問題            |                                                                 | 9月26日        |
| 77     | 透明の問題              |                                                                 | 10月3日        |
| 78     | ペットの問題            | 原作にも同名の話があるが内容は異なる                            | 10月10日       |
| 79     | チャレンジの問題        |                                                                 | 10月17日       |
| 80     | 竜宮城の問題            |                                                                 | 10月24日       |
| 81     | 名探偵の問題            |                                                                 | 10月31日       |
| 82     | お仕事の問題            |                                                                 | 11月7日        |
| 83     | 福引きの問題            |                                                                 | 11月14日       |
| 84     | ガマンの問題            |                                                                 | 11月21日       |
| 85     | リモコンの問題          |                                                                 | 11月28日       |
| 86     | 友だちの問題            |                                                                 | 12月5日        |
| 87     | 校長の問題              |                                                                 | 12月12日       |
| 88     | 完結の問題              | 魔界編 その6（完結編）                                          | 12月19日       |
| 89     | 誕生の問題              |                                                                 | 12月26日       |
| 90     | 冬眠の問題              |                                                                 | 2010年 1月9日  |
| 91     | 鍋の問題                |                                                                 | 1月16日        |
| 92     | ダブルバーガーの問題    |                                                                 | 1月23日        |
| 93     | 王子様の問題            |                                                                 | 1月30日        |
| 94     | お見舞いの問題          |                                                                 | 2月6日         |
| 95     | 太陽の問題              |                                                                 | 2月13日        |
| 96     | 爆発の問題              |                                                                 | 2月20日        |
| 97     | ベッシーの問題          |                                                                 | 2月27日        |
| 98     | ファミレスの問題        |                                                                 | 3月6日         |
| 99     | チャンピオンの問題      |                                                                 | 3月13日        |
| 100    | ふしぎな塔の問題        |                                                                 | 3月20日        |
| 総集編 | リクエストの問題        | 『ペンギンの問題』の最終回                                      | 3月27日        |

#### ペンギンの問題Max
放送期間：2010年4月3日 - 2011年3月26日
| 話数   | 総話数 | サブタイトル         | 登場プレートキャラ                                                     | 備考                                                                                           | 放送日        |
| ------ | ------ | -------------------- | ---------------------------------------------------------------------- | ---------------------------------------------------------------------------------------------- | ------------- |
| 1      | 101    | しゅうまいの問題     | ブルーベッカムK、インドベッカム、やしの木ベッカム                      | 原作ではひきだしの問題、『Max』初回                                                            | 2010年 4月3日 |
| 2      | 102    | エコロジーの問題     | ブラウンベッカムM、イエローベッカムM、スパデティベッカム               | 原作では100年後の問題                                                                          | 4月10日       |
| 3      | 103    | ペンどくさいの問題   | エスパーベッカム、アイドルユニットベッカム、観覧車ベッカム             | 原作ではやる気の問題                                                                           | 4月17日       |
| 4      | 104    | 忍者の問題           | プリンスベッカム、カラフル11本部、聖徳太子ベッカム                     |                                                                                                | 4月24日       |
| 5      | 105    | オオカミ男の問題     | デーモンベッカム24才、メカうんちベッカム、がんこおやじベッカム         |                                                                                                | 5月1日        |
| 6      | 106    | おぼっちゃまの問題   | グリーンベッカムX、ベッカムロボ17号F、エジソンベッカム                 |                                                                                                | 5月8日        |
| 7      | 107    | もようの問題         | ブラックベッカムM、ベッカムボール・喜、ぼんぼんベッカム                |                                                                                                | 5月15日       |
| 8      | 108    | ドッジボールの問題   | ウルトラベッカムの巨像、後ペン、缶コーヒーベッカム                     |                                                                                                | 5月22日       |
| 9      | 109    | チャイムの問題       | よみがえるサターンベッカム、謎のブラックたまごベッカム、ドームベッカム |                                                                                                | 5月29日       |
| 10     | 110    | 追いかけっこの問題   | 勇者ベッカムQ1、野球ベッカムP、さなぎベッカム                          |                                                                                                | 6月5日        |
| 11     | 111    | まいごの問題         | グレイベッカム、ピンクベッカムM、ジョニー将軍                          |                                                                                                | 6月12日       |
| 12     | 112    | 牛の問題             | オレンジベッカム、すしベッカム特上、ひまわりベッカム                   |                                                                                                | 6月19日       |
| 13     | 113    | スイッチの問題       | 天才ベッカムIQ800、レッドベッカムM、人魚ゴードン                       | この回をもって後半パートでの放送は終了。                                                       | 6月26日       |
| 14     | 114    | キャンプの問題       | 闘将ベッカムF、スキャナーベッカム、Tシャツベッカム                     | この回から前半パートへ再移動。                                                                 | 7月3日        |
| 15     | 115    | ハウスベッカムの問題 | ベッカム少年団、パープルベッカムM、つけめんベッカム                    |                                                                                                | 7月10日       |
| 16     | 116    | 引退の問題           | 正義勇者ベッカムQ、ベッドベッカム、地デジ対応TVベッカム                | 原作ではリモコンの問題                                                                         | 7月17日       |
| 17     | 117    | おとなの問題         | 改造勇者ベッカムQ、まっしろベッカム、怒ったがんこおやじベッカム        | 原作ではさまざまなベッカムの問題                                                               | 7月24日       |
| 18     | 118    | ハッピーの問題       | 邪のベッカム、ゴードンポール、ピンクおばはんベッカム                   |                                                                                                | 7月31日       |
| 19     | 119    | ペンションの問題     | ベッカムボール・哀、サッカーベッカムFW、ベビースターベッカム           | 原作ではお泊まりの問題〈木下家編〉                                                             | 8月7日        |
| 20     | 120    | タイクツの問題       | 怪のベッカム、オレンジベッカムM、芸術ベッカム                          |                                                                                                | 8月14日       |
| 21     | 121    | マックスの問題       | アシュラベッカム、野球ベッカムDH、執事ベッカム                         | 原作ではペットの問題                                                                           | 8月21日       |
| 22     | 122    | 夏休みの問題         | マシンベッカム1号、グリーンベッカムM、キングうんちベッカム             |                                                                                                | 8月28日       |
| 23     | 123    | グランプリの問題     | ベッカム刑事、グレイベッカムM、ベッカムロボ10000号                     |                                                                                                | 9月4日        |
| 24     | 124    | 食べほうだいの問題   | ホワイトベッカム、未来海賊ベッカム、書店ベッカム                       | 原作ではハンバーガーの問題（9巻）                                                              | 9月11日       |
| 25     | 125    | 虫の問題             | ベッカムRD、ベッカムLD、気球ベッカム                                   |                                                                                                | 9月18日       |
| 26     | 126    | 鉄道の問題           | ブルーエイリアンベッカム、O型ベッカム、グラタンベッカム                |                                                                                                | 9月25日       |
| 27     | 127    | ハワイの問題         | デーモンベッカムB、ベッカムボール・楽、ペットボトルコーラベッカム      |                                                                                                | 10月2日       |
| 28     | 128    | 運動会の問題         | デビルベッカム将軍、怨のベッカム、ジーンズベッカム                     |                                                                                                | 10月9日       |
| 29     | 129    | お風呂の問題         | 赤ずきんベッカム、トイレベッカム、レインボーベッカム                   |                                                                                                | 10月16日      |
| 30     | 130    | 手袋の問題           | ぶさいくベッカム、河童ベッカム、泣くがんこおやじベッカム               |                                                                                                | 10月23日      |
| 31     | 131    | 寝ぼうの問題         | 野球ベッカムC、イケメンベッカムF、レインボーヤンキーベッカム           |                                                                                                | 10月30日      |
| 32     | 132    | お弁当の問題         | モーツァルトベッカム、サッカーベッカムMF、かぐや姫ベッカム             |                                                                                                | 11月6日       |
| 33     | 133    | 超名探偵の問題       | スーパーマーケットベッカム、AB型ベッカム、宮殿ベッカム                 |                                                                                                | 11月13日      |
| 34     | 134    | ダイエットの問題     | カエルベッカム、デビルサターンベッカム、氷のベッカムF                  | 原作では体重の問題                                                                             | 11月20日      |
| 35     | 135    | おとうとの問題       | 勇者ベッカムP、目覚ましベッカム、キングベッカム四世                    | 原作ではロナウドの問題                                                                         | 11月27日      |
| 36     | 136    | ミイラの問題         | ゴールドベッカム、大統領ベッカム、シルバーベッカム                     |                                                                                                | 12月4日       |
| 37     | 137    | ラッキーの問題       | とうめいベッカム、ベッカムボックス、お子様ランチベッカム               |                                                                                                | 12月11日      |
| 38     | 138    | 読書の問題           | 炎のベッカムF、スニーカーベッカム、ベッカム新聞                        |                                                                                                | 12月18日      |
| 39     | 139    | 野生の問題           | マシンベッカム2号、ホワイトベッカムM、クリスマスケーキベッカム         |                                                                                                | 12月25日      |
| 40     | 140    | 実験の問題           | ロケットベッカム、原始人ベッカム、少年ヒーローベッカム                 |                                                                                                | 2011年 1月8日 |
| 41     | 141    | 3Dの問題             | ロボットブルーベッカム、ベッカム博士、洗濯機ベッカム                   |                                                                                                | 1月15日       |
| 42     | 142    | 成長の問題           | ただの天才ベッカム、闘将ベッカムB、ベッカムC                           |                                                                                                | 1月22日       |
| 43     | 143    | 新大陸の問題         | カードベッカム、侍ベッカムF、レインボーベッカム完全体                  |                                                                                                | 1月29日       |
| 44     | 144    | Wくるりんぱの問題    | シューマイベッカム、超未来ベッカム、スーパー勇者ベッカムG              |                                                                                                | 2月5日        |
| 45     | 145    | ゲームの問題         | そうじ機ベッカム、電子ジャーベッカム、地デジ対応TVベッカム             |                                                                                                | 2月12日       |
| 46     | 146    | 手品の問題           | レッドベッカムM、ブラックベッカムM、ブルーベッカムM                    |                                                                                                | 2月19日       |
| 47     | 147    | 美しさの問題         | 赤ずきんベッカム、ピノキオベッカム、アラジンベッカム                   |                                                                                                | 2月26日       |
| 48     | 148    | お店の問題           | ベッカム犬、カエルベッカム、ゾウベッカム                               |                                                                                                | 3月5日        |
| 49     | 149    | さよならの問題       | コロンブスベッカム、エジソンベッカム、聖徳太子ベッカム                 |                                                                                                | 3月19日       |
| 50     | 150    | 超ヒーローの問題     | 勇者ベッカムQ1、スーパー勇者ベッカムF、勇者ベッカムQ2                  | 『Max』最終回（本放送時）                                                                      | 3月26日       |
| 特別編 |        | ニュースの問題       |                                                                        | こちらが本来の『Max』最終回であるが、 東日本大震災による放送日時の変更に伴い特別編にずれ込んだ | 3月26日       |

#### ペンギンの問題DX?
放送期間：2011年4月2日 - 2012年3月31日、1話約2分
| 話数 | 総話数 | サブタイトル             | 放送日        |
| ---- | ------ | ------------------------ | ------------- |
| 1    | 151    | クイズの問題             | 2011年 4月2日 |
| 2    | 152    | 早押しの問題             | 4月9日        |
| 3    | 153    | ハズレの問題             | 4月16日       |
| 4    | 154    | この後の問題             | 4月23日       |
| 5    | 155    | 優勝の問題               | 4月30日       |
| 6    | 156    | 世界一の問題             | 5月7日        |
| 7    | 157    | はらぺこの問題           | 5月14日       |
| 8    | 158    | くつの問題               | 5月21日       |
| 9    | 159    | オニの問題               | 5月28日       |
| 10   | 160    | 世界一周の問題           | 6月4日        |
| 11   | 161    | 上京の問題               | 6月11日       |
| 12   | 162    | プロフェッショナルの問題 | 6月18日       |
| 13   | 163    | ぬくもりの問題           | 6月25日       |
| 14   | 164    | 警備隊の問題             | 7月2日        |
| 15   | 165    | 親友の問題               | 7月9日        |
| 16   | 166    | 出席の問題               | 7月16日       |
| 17   | 167    | ケンカの問題             | 7月23日       |
| 18   | 168    | スポットライトの問題     | 7月30日       |
| 19   | 169    | シュナイダーの問題       | 8月6日        |
| 20   | 170    | スーパースターの問題     | 8月13日       |
| 21   | 171    | 南極の問題               | 8月20日       |
| 22   | 172    | 教室の問題               | 8月27日       |
| 23   | 173    | 穴の問題                 | 9月3日        |
| 24   | 174    | 師匠の問題               | 9月10日       |
| 25   | 175    | 運勢の問題               | 9月17日       |
| 26   | 176    | やつあたりの問題         | 9月24日       |
| 27   | 177    | お礼の問題               | 10月1日       |
| 28   | 178    | うつわの問題             | 10月8日       |
| 29   | 179    | いいことの問題           | 10月15日      |
| 30   | 180    | 暑さの問題               | 10月22日      |
| 31   | 181    | 珍しさの問題             | 10月29日      |
| 32   | 182    | 兄弟の問題               | 11月5日       |
| 33   | 183    | アピールの問題           | 11月12日      |
| 34   | 184    | 取り引きの問題           | 11月19日      |
| 35   | 185    | 法律の問題               | 11月26日      |
| 36   | 186    | 工場の問題               | 12月3日       |
| 37   | 187    | やすらぎの問題           | 12月10日      |
| 38   | 188    | 最新刊の問題             | 12月17日      |
| 39   | 189    | 待ち合わせの問題         | 12月24日      |
| 40   | 190    | ロケットの問題           | 2012年 1月7日 |
| 41   | 191    | プレゼントの問題         | 1月14日       |
| 42   | 192    | 自慢の問題               | 1月21日       |
| 43   | 193    | 電化製品の問題           | 1月28日       |
| 44   | 194    | くふうの問題             | 2月4日        |
| 45   | 195    | 大統領の問題             | 2月11日       |
| 46   | 196    | おふとんの問題           | 2月18日       |
| 47   | 197    | アトラクションの問題     | 2月25日       |
| 48   | 198    | マスコットの問題         | 3月3日        |
| 49   | 199    | 看板の問題               | 3月10日       |
| 50   | 200    | 観覧車の問題             | 3月17日       |
| 51   | 201    | 計画の問題               | 3月24日       |
| 52   | 202    | 明るい未来の問題         | 3月31日       |

#### ペンギンの問題POW
放送期間：2012年4月7日 - 2013年3月30日、1話約1分
| 話数 | 総話数 | サブタイトル             | 放送日        |
| ---- | ------ | ------------------------ | ------------- |
| 1    | 203    | 主人公の問題             | 2012年 4月7日 |
| 2    | 204    | テレビの問題             | 4月14日       |
| 3    | 205    | ぬけない問題             | 4月21日       |
| 4    | 206    | カレーの問題             | 4月28日       |
| 5    | 207    | ウサギとカメの問題       | 5月5日        |
| 6    | 208    | 生まれる問題             | 5月12日       |
| 7    | 209    | 都合のいい問題           | 5月19日       |
| 8    | 210    | ティッシュの問題         | 5月26日       |
| 9    | 211    | 熱愛の問題               | 6月2日        |
| 10   | 212    | 夢中の問題               | 6月9日        |
| 11   | 213    | 人気ゲームの問題         | 6月16日       |
| 12   | 214    | ドリームの問題           | 6月23日       |
| 13   | 215    | 眠気の問題               | 6月30日       |
| 14   | 216    | おならの問題             | 7月7日        |
| 15   | 217    | 桃太郎の問題             | 7月14日       |
| 16   | 218    | 総理の問題               | 7月21日       |
| 17   | 219    | 無人島の問題             | 7月28日       |
| 18   | 220    | 兄弟げんかの問題         | 8月4日        |
| 19   | 221    | 空きカンの問題           | 8月11日       |
| 20   | 222    | 鳥の問題                 | 8月18日       |
| 21   | 223    | おつかいの問題           | 8月25日       |
| 22   | 224    | 宿題の問題               | 9月1日        |
| 23   | 225    | 限界の問題               | 9月8日        |
| 24   | 226    | ミラクル合体マシンの問題 | 9月15日       |
| 25   | 227    | 山ごもりの問題           | 9月22日       |
| 26   | 228    | 修行の問題               | 9月29日       |
| 27   | 229    | かくし場所の問題         | 10月6日       |
| 28   | 230    | 自転車の問題             | 10月13日      |
| 29   | 231    | ストレスの問題           | 10月20日      |
| 30   | 232    | 小さい問題               | 10月27日      |
| 31   | 233    | あいつの問題             | 11月3日       |
| 32   | 234    | 伝えたい問題             | 11月10日      |
| 33   | 235    | 埋まっている問題         | 11月17日      |
| 34   | 236    | 席替えの問題             | 11月24日      |
| 35   | 237    | ゴードンさんの問題       | 12月1日       |
| 36   | 238    | ポールくんの問題         | 12月8日       |
| 37   | 239    | 大事件の問題             | 12月15日      |
| 38   | 240    | キャラ弁の問題           | 12月22日      |
| 39   | 241    | 行列の問題               | 2013年 1月5日 |
| 40   | 242    | せまい問題               | 1月12日       |
| 41   | 243    | 危機一髪の問題           | 1月19日       |
| 42   | 244    | 悩みの問題               | 1月26日       |
| 43   | 245    | 近道の問題               | 2月2日        |
| 44   | 246    | ロナウドの問題           | 2月9日        |
| 45   | 247    | 未来ごペンなさいの問題   | 2月16日       |
| 46   | 248    | よびだしの問題           | 2月23日       |
| 47   | 249    | 銀はがしの問題           | 3月2日        |
| 48   | 250    | 野球の問題               | 3月9日        |
| 49   | 251    | 恋人の問題               | 3月16日       |
| 50   | 252    | あいさつの問題           | 3月23日       |
| 51   | 253    | 髪の問題                 | 3月30日       |

## 劇場版ペンギンの問題 幸せの青い鳥でごペンなさい
2009年9月19日に東宝系にて公開。
同時上映は『デュエル・マスターズ 黒月の神帝（ルナティック・ゴッド・サーガ）』。なお、映画タイトルは『月刊コロコロコミック』4月号で発表された。予告編では切札勝負と共演していた。ゲスト声優は木下優樹菜とはんにゃ。2009年9月19-20日でデュエル・マスターズと共に映画観客動員ランキング1位、ぴあ映画満足度ランキング1位となっている。
単行本8巻には、劇場版本編が収録されたDVD付きの初回限定版が発売された。なお、本編のみ収録されており、また本編自体が22分と短いため、DVDの大きさは従来の12cmではなく8cmになっている。

### 劇場版オリジナルキャラクター
氷川 ニコルソン（ひかわ ニコルソン）
声 - 堀内賢雄
南極の氷の王。どこでもこたつを使いたいがためにビクトリアを利用し、世界を氷漬けにしようと企む。
雪村 ビクトリア（ゆきむら ビクトリア）
声 - 川田妙子
ニコルソンが追っている謎の少女ペンギン。だじゃれで世界中を凍らせる力を持つらしい。
アイッス軍団
ニコルソンの配下。100号までいるらしい。
カワシマッス
声 - 川島ofレジェンド（はんにゃ）
カナダッス
声 - 金田哲（はんにゃ）
ユッキース
声 - 木下優樹菜
ニコルソン、ビクトリア、アイッスはアニメ第75話で特別出演している。

## 面白大図鑑プレート
タカラトミーからトレーディングカード『ペンギンの問題 面白大図鑑プレート』（ペンギンのもんだい おもしろだいずかんプレート）が発売された。また、『コロコロコミック』の付録としてプレート（『面白大図鑑プレート』におけるカードの呼称）が付くこともある。

### ペンギン王国/魔界編（無印）
背景物語
平和なペンギン王国に、突如ペンギン魔界のドンサターンベッカム率いる魔界軍が攻め込んできた。王国の平和を守るため、勇者ベッカムの戦いが始まる。
第1弾
2008年7月4日発売。全42種（通常版36種、レア5種、スーパーレア1種）。
第2弾
2008年10月30日発売。全42種（同上）。
第3弾
2008年12月27日発売。全43種（通常版36種、レア5種、スーパーレア2種）。
第4弾
2009年3月19日発売。「ペンギン王国編」と「ペンギン魔界編」の2種類が発売され、各26種（通常版18種、レア6種、スーパーレア1種、ダイヤモンド1種）の計52種。
第5弾
2009年6月20日発売。「続・ペンギン王国編」と「続・ペンギン魔界編」の2種類、各26種（通常版18種、レア6種、スーパーレア1種、ダイヤモンド1種）の計52種。
第6弾
2009年9月19日発売。「王国勝利編」と「王国伝説編」各26種（通常版18種、レア6種、スーパーレア1種、ダイヤモンド1種）の計52種。

### 未来激闘編
アニメ版『Max』にて、このシリーズのプレートキャラが毎回3体登場している。
背景物語
サターンベッカムが倒され、王国軍は勝利を収めた。しかし、未来の戦士カラフル11（イレブン）のリーダーレッドベッカムが助けを求め、勇者を100年後の未来に連れてきた。ペン王国とギン帝国、対立する2つの国での新たなる戦いが始まる。
第1弾
2009年12月12日発売。「ペン王国版」と「ギン帝国版」各33種（通常版18種、コモンレア6種、レア6種、スーパーレア2種、ダイヤモンド1種）の計66種。
第2弾
2010年4月17日発売。「ペン王国の逆襲版」と「ギン帝国の秘密版」各33種（同上）の計66種。
第3弾
2010年7月17日発売。「未来王国復活版」と「青き稲妻旋風版」各33種（同上）の計66種。ペンプレの秘密シート付属（全8種）。
第4弾
2010年11月27日発売。「ヒーロー集結版」と「最後の復讐版」各33種（同上）の計66種+α。

### つながるカラフルデッキ
2010年発売。全18種（通常版8種、レア10種）。

### 変身カウンター
同じくタカラトミーからベッカムが変身するマシンが発売。
2009年発売
南極ブルーVer.
情熱レッドver.
無敵ブラックver.
2009年発売
クリアブルーVer.

### ペンプレスキャナー
同じくタカラトミーからプレートの遊びの幅がさらに広がるマシンが発売。未来激闘編以降のプレートをスキャンさせ、図鑑やコンボといった遊びが楽しめる仕組みになっている。
2010年7月3日発売
南極ブルーVer.
北極ブラックver.

### 面白大図鑑キャラ
勇者ベッカムZ
ペンギン王国のエース。得意技は南極八星拳。
デビルベッカムXXX
ペンギン魔界の最強の戦士。得意技はトリプルデス斬り。
スーパー勇者ベッカムR
ペンギン王国の最強の戦士。得意技は北極フィニッシュ斬り。
スーパー勇者ベッカムG
スーパー勇者ベッカムが進化した姿。
サターンベッカムF
ペンギン魔界のドン。得意技は暗黒ブレード。
デビルサターンベッカム
デビルベッカムがサターンベッカムと合体した姿。
八剣士
ペンギン王国の8人の剣士。
炎のベッカム
炎の剣士。三剣士の中でも一番熱い性格。得意技はバーナー斬り。
氷のベッカム
氷の剣士。三剣士の中でも一番クールな性格。得意技はシャーベット斬り。
風のベッカム
風の剣士。三剣士の中でも一番ユニークな性格。得意技はサイクロン斬り。
雷のベッカム
雷の剣士。魔界軍のサンダーベッカムが正義に目覚めて進化した姿。得意技はサンダーボール、じんつうりきカミナリ。
星のベッカム
星の剣士。得意技はシューディングスター斬り。
緑のベッカム
緑の剣士。得意技はエコロジー斬り、大自然のいぶき。
鋼のベッカム
鋼の剣士。得意技は鋼鉄斬り。
光のベッカム
光の剣士。得意技はフラッシュムーブ斬り。
三悪人
3人の悪人。
魔のベッカム
魔の悪人。得意技はサイレントタイム。
闇のベッカム
闇の悪人。得意技はダークナイト。
呪のベッカム
呪の悪人。得意技はストップボール。
フェニックスベッカム
天空の戦士。
ゴクウベッカム
猿戦士。
光星のベッカム
天空の謎の戦士。
天空のベッカム
天空最強の戦士。
ミラクルベッカム/ウルトラベッカム
奇跡の戦士。ミラクルベッカムは三剣士が、ウルトラベッカムは八剣士が合体した姿。
魔界のベッカム/地獄のベッカム
地獄の悪人。地獄のベッカムは三悪人が合体した姿。
三魔人
3人の魔人。サターンベッカムの分裂によって生まれた。
邪のベッカム
邪の魔人。得意技は邪悪な戦術。
怨のベッカム
怨の魔人。得意技は永遠の恨み。
怪のベッカム
怪の魔人。得意技は無限の大乱闘。
六魔将
6人の魔将。
グレートベッカム
ブラックドラゴンを模した鎧の魔将。
天才ドクターベッカム
ドクターベッカムが進化した姿。
コブラベッカム
サイクロプスベッカム
ジャイアントベッカム
バイオレンスベッカム
エイリアンベッカム
異星人。
ドラゴンベッカム
伝説の竜。
レッドドラゴンベッカム
赤いドラゴンベッカム。
ブラックドラゴンベッカム
黒いドラゴンベッカム。
ギガドラゴンベッカム
レッドドラゴンベッカムがブラックドラゴンベッカムに取り込まれた姿。
ベビードラゴンベッカム
ドラゴンベッカムが退化した姿。
ベッカムR（ライト）、ベッカムL（レフト）、ベッカムC（センター）
勇者ベッカムの三つ子の弟。第3弾ではR（ライト）とL（レフト）が、未来激闘編第4弾ではC（センター）が登場。
レッドベッカム
炎のベッカムの子孫。
ブルーベッカム
氷のベッカムの子孫。
ブルーエイリアンベッカム
ブルーベッカムがエイリアンベッカムと合体した姿。
ブラックベッカム
闇のベッカムの子孫。
ピンクベッカム
魔のベッカムの子孫。
ブラウンベッカム
風のベッカムの子孫。
パープルベッカム
呪のベッカムの子孫。
グリーンベッカム
緑のベッカムの子孫。
オレンジベッカム
雷のベッカムの子孫。
レインボーベッカム
究極のカラーベッカム。ブルーベッカム以外のカラフルイレブンが合体した姿。
レインボーベッカム完全体
レインボーベッカムがブルーベッカムに取り込まれた姿。
とうめいベッカム
謎のカラーベッカム。

## ゲームソフト
第4作まではニンテンドーDS用、第5作以降はニンテンドー3DS用ソフト。発売は第5作まではコナミデジタルエンタテインメント、第6作はアルケミスト。また、一部のゲームではマクドナルドで体験版やキャラクターとステージのダウンロードが期間限定で行われた。

### 第1作
『ペンギンの問題 最強ペンギン伝説!』（ペンギンのもんだい さいきょうペンギンでんせつ）は、2008年12月11日にコナミデジタルエンタテインメントから発売されたニンテンドーDS用ソフト。アクションアドベンチャーゲーム。
ゲームでは様々なベッカムが登場する。なおとは主にゲームの説明などを担当。初回版購入特典には限定面白大図鑑プレート「フェニックスベッカム」が封入。

### 第2作
2009年7月23日に『ペンギンの問題X 天空の7戦士』（ペンギンのもんだいエックス てんくうのななせんし）が発売された。前作と同じくコナミデジタルエンタテインメントから発売。4人対戦ができるなど前作よりもパワーアップしている。新しい面白大図鑑プレートのキャラクターや、ゲームオリジナルキャラ「七星」、「六魔将」、「天空のベッカム」、「魔界のベッカム」が登場。こちらも15万本を超えるヒットとなった。初回版購入特典は「光星のベッカム」。

### 第3作
2009年12月17日に『ペン1グランプリ ペンギンの問題スペシャル』（ペンワングランプリ ペンギンのもんだいスペシャル）が発売された。バトルの形式等は上記2作と同様で、前作『ペン問X』とも連動している（ただし、ある程度ゲームを進める必要がある）。売上は10万本を記録した。
2010年に廉価版が発売。

### 第4作
2010年12月2日に『ペンギンの問題 ザ・ワールド』（ペンギンのもんだい ザ・ワールド）が発売された。今回のジャンルは「バトルライフコミュニケーション」で、自分だけのワールド（国）を作り上げることが目的である。そこで遊んだりバトルしたりと、プレイヤーの自由に楽しむことができる。

### 第5作
2011年12月15日に『ペンギンの問題 ザ・ウォーズ』（ペンギンのもんだい ザ・ウォーズ）が発売された。前作の要素はそのままに、ジャイロ機能やARマーカーによる追加コンテンツなど、3DSの機能をふんだんに活用している。

### 第6作
2014年4月10日に『ペンギンの問題＋ 爆勝!ルーレットバトル!!』（ペンギンのもんだいぷらす　ばくしょう!ルーレットバトル!!）が発売された。すごろく形式のボードゲームで、ボード上にあるカードを集めてデッキを作り、敵のマスへ移動してカードバトルで倒していく。

## 玩具展開

### クロスファイトビーダマン
2010年よりビーダマンの新シリーズとして展開。店頭ではゲーム筐体『ビー太1号』も設置された。